# Hyalonema sieboldi
Hyalonema sieboldi är en svampdjursart som beskrevs av Gray 1835. Hyalonema sieboldi ingår i släktet Hyalonema och familjen Hyalonematidae. Inga underarter finns listade i Catalogue of Life.

## Bildgalleri

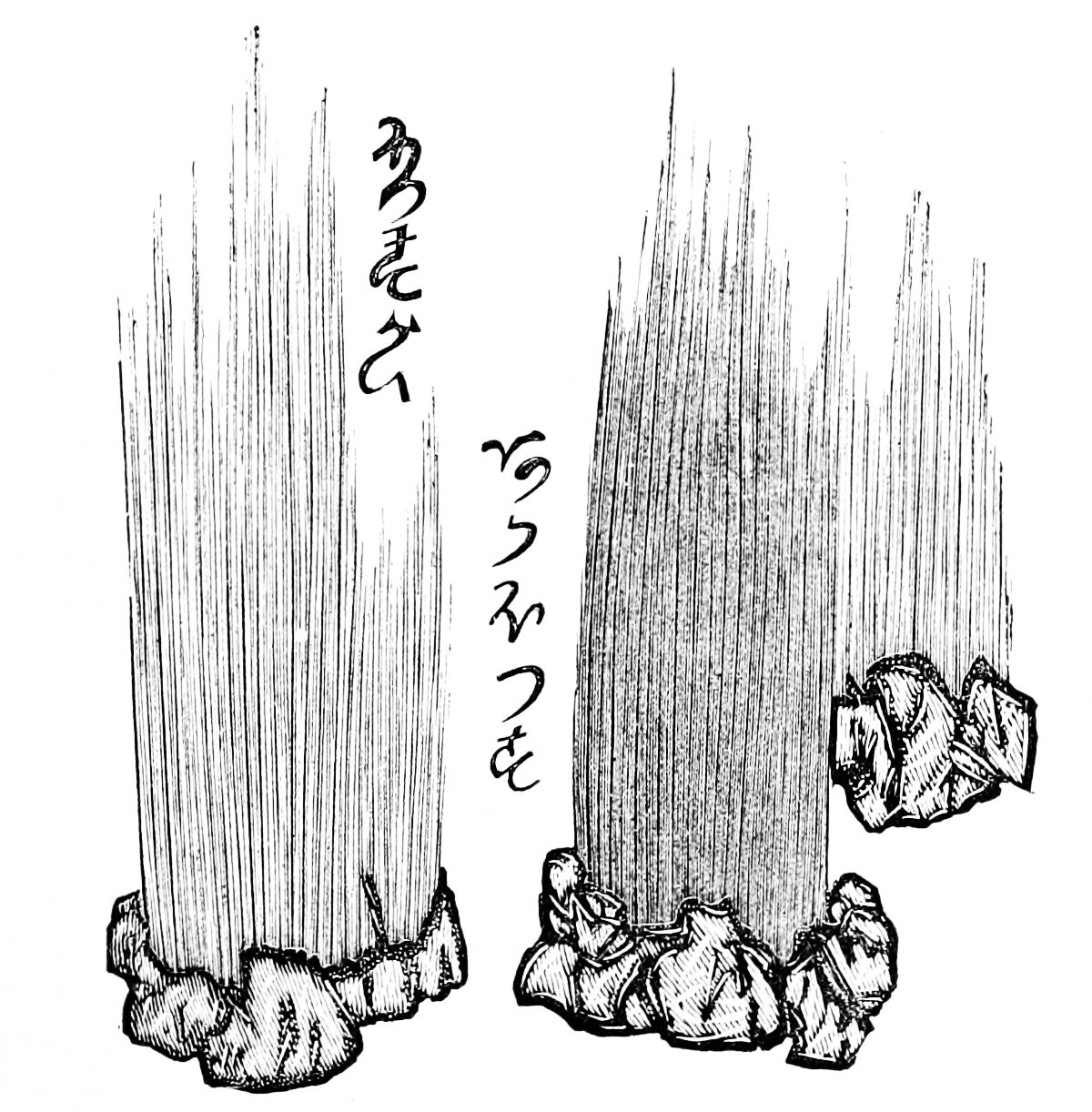